# Стахеев, Дмитрий Иванович (писатель)
Дми́трий Ива́нович Стахе́ев (родился 2 (14) февраля 1840, Елабуга, Елабужский уезд, Вятская губерния, Российская империя — 2 марта 1918, Ялта, РСФСР, СССР) — русский писатель. Из династии Стахеевых.

## Биография
Сын купца И. И. Стахеева.

Памятник Д. И. Стахееву в Елабуге перед зданием Казанского Федерального Университета

В 14 лет был отправлен в Томск, а затем в Кяхту по торговым делам, с 16 лет самостоятельно вёл чайное дело на сотни тысяч рублей, с 18 лет числился купцом II гильдии. В 1860 году против воли отца женился на дочери небогатого кяхтинского купца и лишился денежной поддержки. В мае 1862 года уехал с семьёй на Амур, где неудачно пытался заняться хлебопашеством. Перебрался в Благовещенск, где торговал восковыми свечами собственного изготовления.
В 1864 году продал дом и переехал в Петербург, мечтая посвятить себя литературе. В 1868 году экстерном сдал экзамен в Санкт-Петербургском университете на звание учителя словесности. Преподавал в Литейной женской гимназии, давал частные уроки. В 1869 году поступил на службу в Госконтроль, направлен старшим ревизором в Ставрополь. Через год переведён обратно в Санкт-Петербург.
В 1872 году оставил службу, занимался только литературой. В 1874 году получил часть отцовского наследства. С 1874 по 1892 год жил на одной квартире с Н. Н. Страховым. В 1905 году из-за болезни жены переселился в Ялту. Умер от паралича сердца. Похоронен в Алуште.
Первая жена — Любовь Константиновна Трапезникова (1843—1891), художница. Через два года после её смерти Стахеев женился на своей 30-летней экономке Ольге Дмитриевне Чистяковой.

## Творчество
Печатался с 1857 года, автор ряда путевых очерков, романов, повестей, рассказов и стихотворений. В 1864—1877 годах публиковался в журналах «Искра», «Будильник», «Русское слово», «Отечественные записки», «Вестник Европы», в газете «Московские ведомости».
Работал редактором популярных журналов и газет: «Нивы» (1875—1877), «Русского мира» (1876—1877) и «Русского вестника» (1896).

### Список произведений
- Стахеев, Д. И. От Китая до Москвы: история ящика чаю: очерки. — СПб.; М., 1870

#### Романы
- Наследники (1875)
- «Домашний Очаг» (Санкт-Петербург, 1879)
- «На закате» (Санкт-Петербург, 1880)
- Законный брак (1881)
- Торжество правосудия (1882)
- Избранник сердца (1883)
- «Студенты» (Санкт-Петербург, 1887)
- Обновлённый храм (1890)
- «Обновлённый храм» (Санкт-Петербург, 1892)
- «Неугасающий свет» (Санкт-Петербург, 1893)
- «Горы золота» (Санкт-Петербург, 1894)
- «Духа не угашайте» (Санкт-Петербург, 1896)
- Золотой полуимпериал (1901)
- Замоскворецкие тузы (1903)
- Отелло и гладиаторы (1904)
- Отец Мартин и его сослуживцы (1904)
- Встречи и знакомства (1905)